# Noyau caudé

Noyau caudé.

Le noyau caudé d'origine télencéphalique est l'un des quatre principaux composants des ganglions de la base, les trois autres étant le putamen et le globus pallidus formant tous deux le noyau lenticulaire, et la substance noire. Le striatum est l'ensemble formé par le noyau caudé et le putamen, et représente plutôt une unité fonctionnelle qu'anatomique. Ils sont en effet tous les deux la voie d'entrée dans les ganglions de la base pour les informations venant du cortex.
Le noyau caudé présente une extrémité antérieure renflée (la tête), un corps effilé et de volume décroissant et une queue.
La tête du noyau caudé est reliée au putamen par des ponts putamino-caudés traversant le bras antérieur de la capsule interne.
Il s'enroule d'avant en arrière autour du thalamus où il forme la paroi latérale des ventricules latéraux, s'incurve au niveau du pulvinar, sous le splenium du corps calleux, et se réfléchit d'arrière en avant au sein du lobe temporal, au-dessus de la corne temporale du ventricule latéral, pour se terminer en arrière de l'amygdale cérébrale.

## Fonction
Le noyau caudé et le putamen constituent la zone de « réception » car ils reçoivent la majorité des afférences des ganglions de la base.

## Troubles moteurs
Les troubles moteurs sont dus à une perte des neurones dopaminergiques de la SN pars compacta dont les projections ont pour cible le noyau caudé et le putamen.

## Images additionnelles

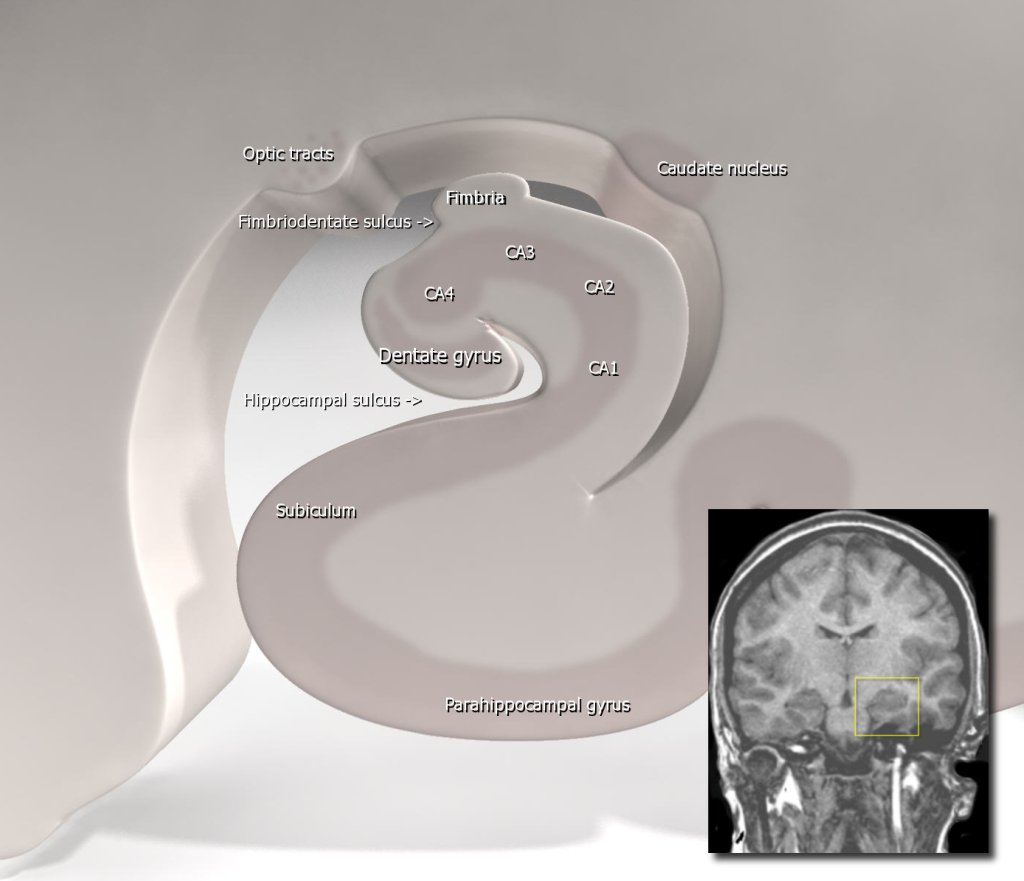
Diagramme de l'hippocampe
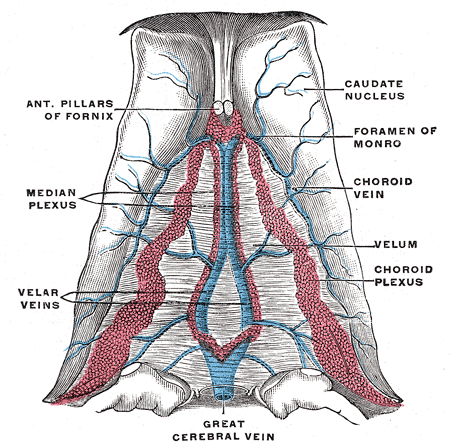
Velum interpositum
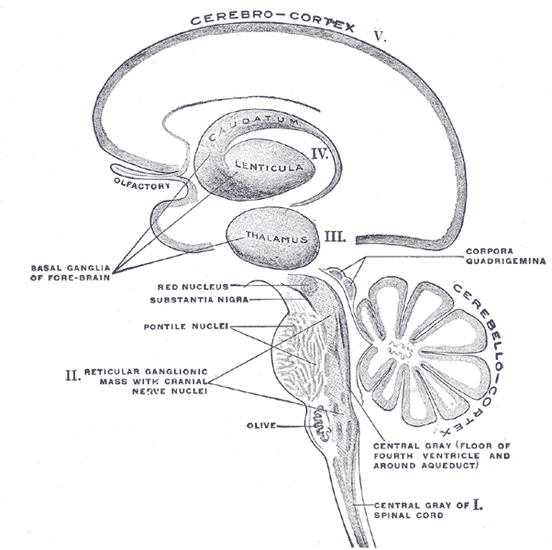
Représentation schématique des catégories ganglioniques principales (I to V).
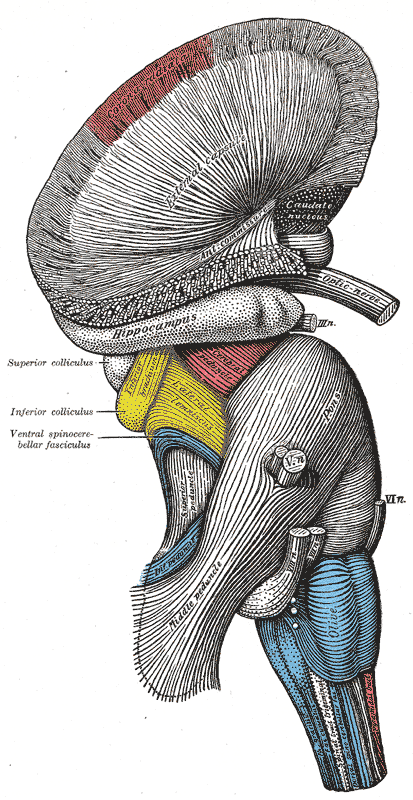
Dissection superficielle du tronc cérébral. Vue latérale.
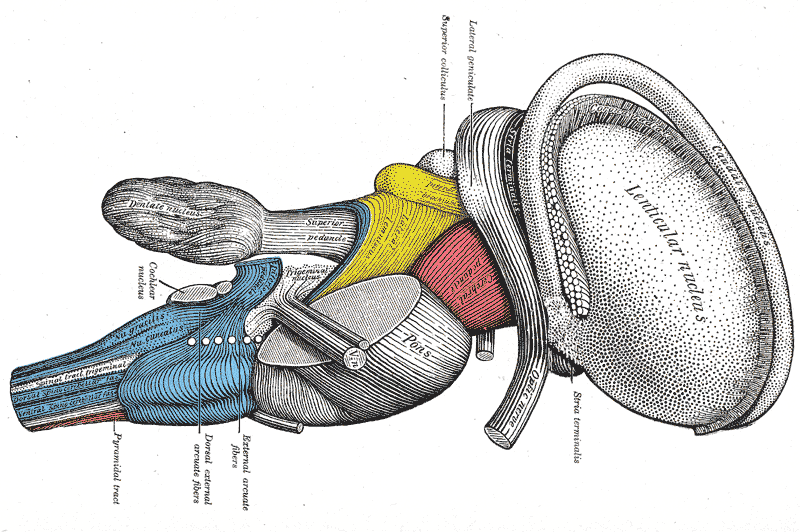
Dissection du tronc cérébral. Vue latérale.
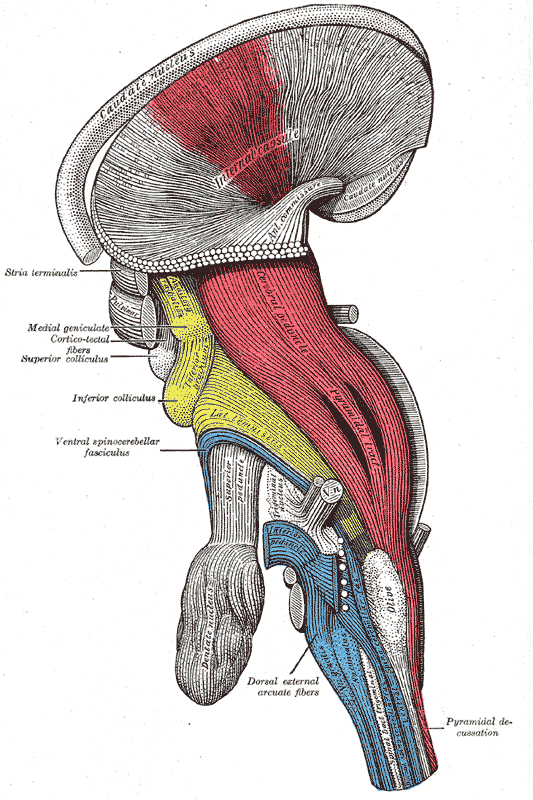
Dissection profonde du tronc cérébral. Vue latérale.
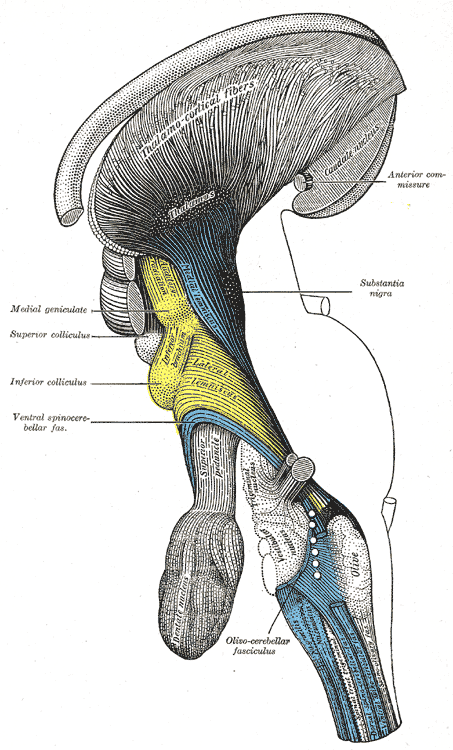
Dissection profonde du tronc cérébral. Vue latérale.
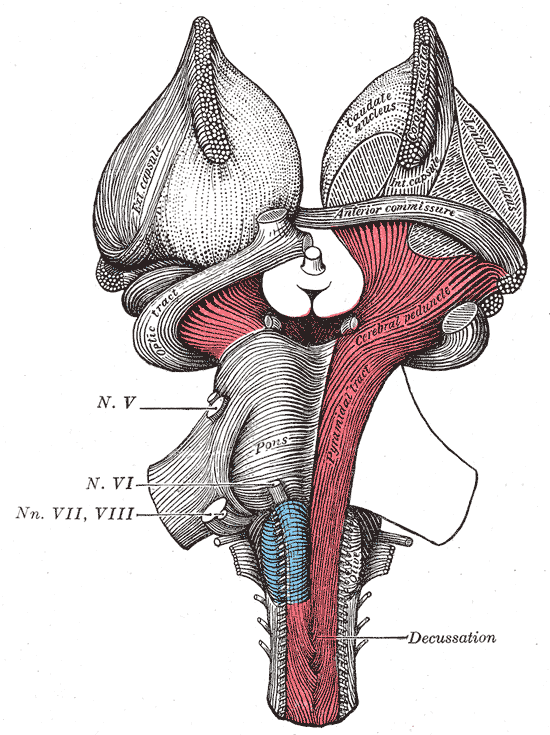
Dissection profonde du tronc cérébral. Vue ventrale.
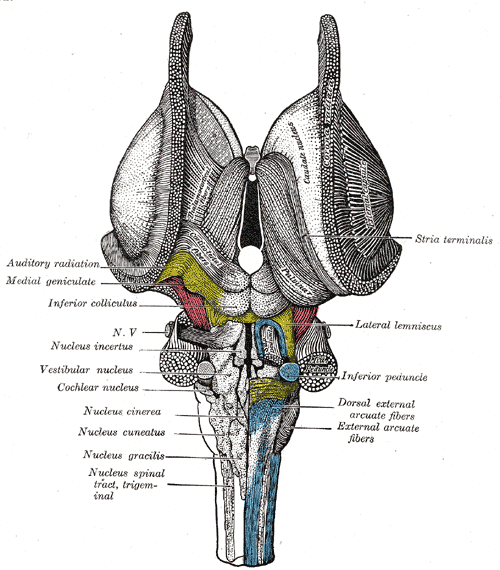
Dissection du tronc cérébral. Vue dorsale.
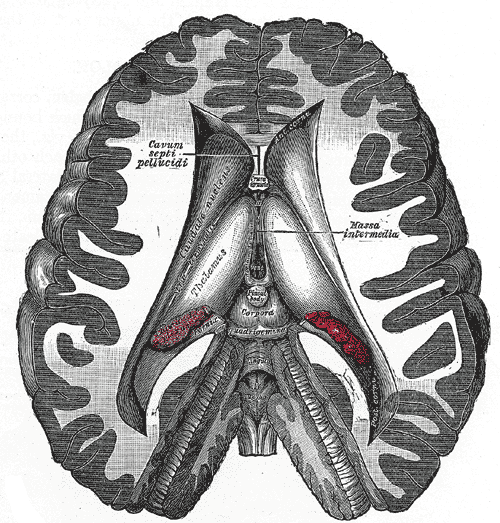
Dissection montrant les ventricules du cerveau.
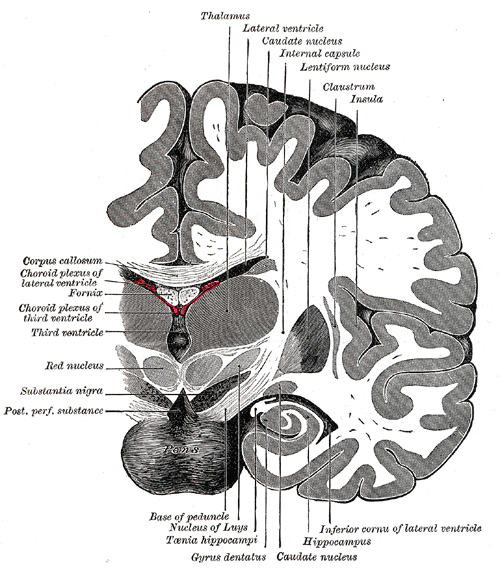
Section coronaire du cerveau immédiatement en face des ponts.
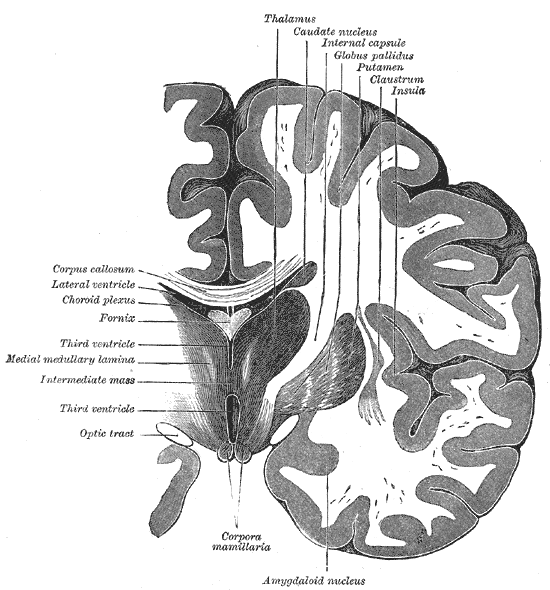
Section coronaire du cerveau à travers la masse intermédiaire du troisième ventricule.
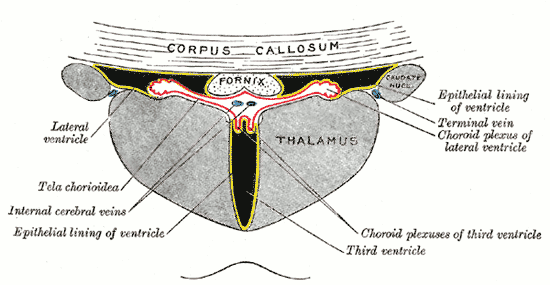
Section coronaire du ventricule latéral et du troisième ventricule.
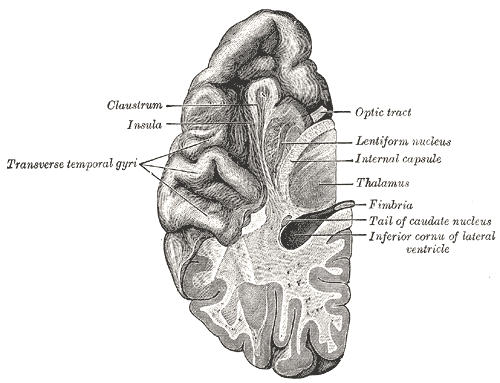
Section du cerveau montrant la surface supérieure du lobe temporal.
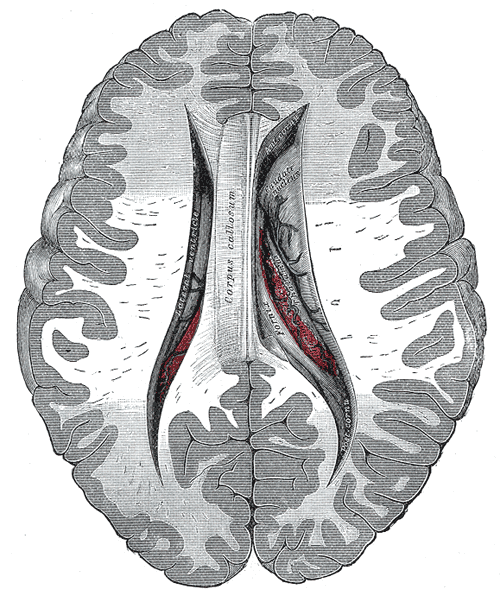
Central part and anterior and posterior cornua of lateral ventricles exposed from above.
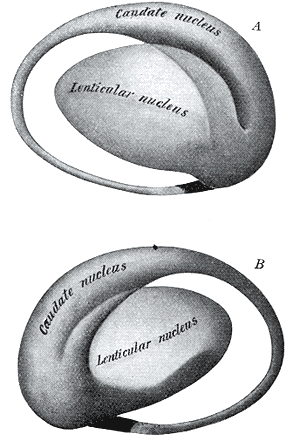
Deux vues d'un modèle du striatum : A, aspect latéral ; B, aspect médian.
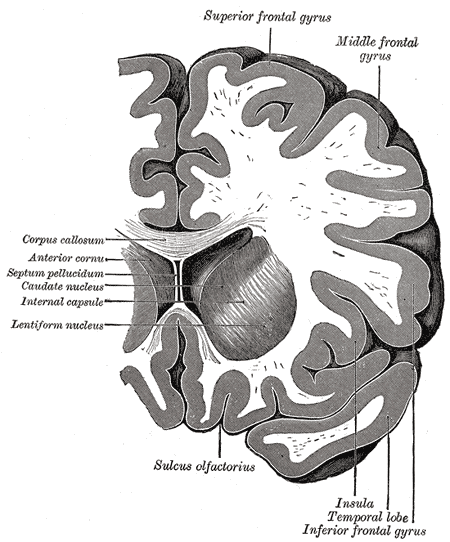
Coronal section through anterior cornua of lateral ventricles.
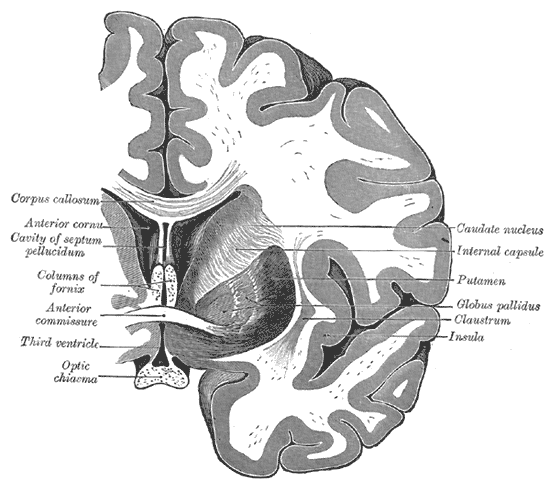
Coronal section of brain through anterior commissure.
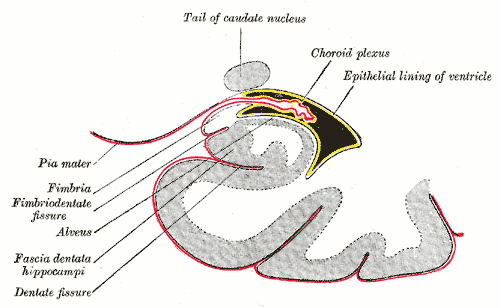
Coronal section of inferior horn of lateral ventricle.
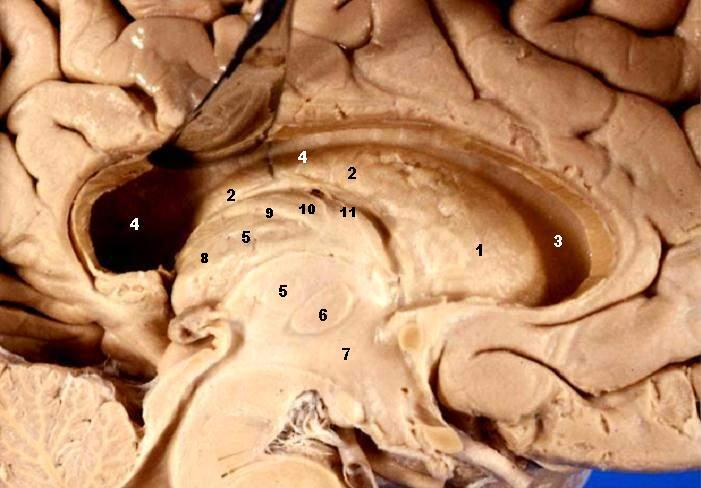
Cerveau humain gauche disséqué. Vue médiosagittale.
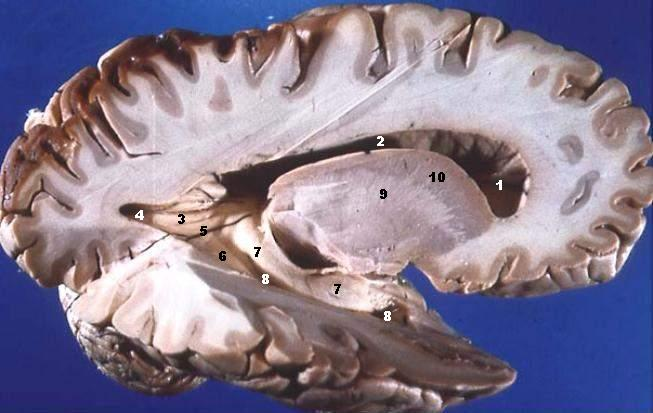
Cerveau humain droit disséqué. Vue latérale.
rose = noyau caudé et putamen, orange = thalamus